# Штубов Валентин Миколайович
Штубов Валентин Миколайович (* 21 жовтня 1945, село Афонін Більського району Калінінської (нині Тверської — 30 серпня 2013) області — російський поет.

## Біографія
1964 — закінчив середню школу. Далі служба в армії.
1969–1975 — навчання в Літературному інституті імені О. М. Горького.
1996 — лауреат Всеросійського конкурсу, оголошеного Екоцентром «Заповідники» та «Комсомольською правдою»
Працював відповідальним секретарем районної газети «Нелидовские известия».
Вірші публікувалися в «Літературній Росії» (тижневик), журналах «Москва», «Молода гвардія», «Російська провінція», «Студентський меридіан», «Техніка — молоді», в альманахах «Поезія», «День поезії», «Витоки» «Тверь».
Вірші В. Штубова звучали по Всесоюзному та Всеросійському радіо, опубліковані в літературних збірниках.
Помер 30 червня 2013 року.